# Ioanichie Bălan
Ioanichie Bălan (n. 10 februarie 1930, Stănița, județul Neamț – d. 22 noiembrie 2007, Mănăstirea Sihăstria) a fost un cunoscut duhovnic și arhimandrit român.

## Biografie
După ce a absolvit Liceul Comercial din Roman, în 4 noiembrie 1949, a venit la Mănăstirea Sihăstria. A fost tuns în monahism de mitropolitul Sebastian Rusan, la data de 14 aprilie 1953 și a fost hirotonit diacon la data de 15 aprilie 1953. 
Între 1949 – 1971, îndeplinește în Mănăstirea Sihăstria ascultările de casier, contabil, secretar și ghid al mănăstirii.
Începînd cu anul 1955, se face remarcat ca un bun predicator și, mai ales, ca un apreciat scriitor.
Între 1971 – 1990, sub presiunea autorităților comuniste, ierodiaconul Ioanichie Bălan este transferat la Mănăstirea Bistrița, județul Neamț.
Între 1971 – 1975, urmează cursurile Institutului Teologic Universitar din București pe care îl absolvă cu licența „Chipuri de călugări îmbunătățiți din mănăstirile nemțene“. 
A fost hirotonit ieromonah de către mitropolitul Teoctist Arăpașu la 2 februarie 1979, hirotesit apoi protosinghel în 1984 și arhimandrit în 1992. 
În 1990, revine la mănăstirea Sihăstria, unde își continuă activitatea misionară de popularizare a credinței ortodoxe.

## Volume tipărite
- Mînăstirea Sihastria (1977, 1989)

Mormântul lui Ioanichie Bălan din cimitirul Mănăstirii Sihăstria.

- Patericul românesc (București, 1980)
- Vetre de sihăstrie românească (București, 1981)
- Convorbiri duhovnicești (vol. I, Ed. Episcopiei Romanului, 1984; vol. II, 1988)
- Mărturii românești la locurile Sfinte (Ed. Episcopiei Romanului 1986)
- Mînăstirea Bistrița (1990)
- Istorioare duhovnicești (1991, 2002, 2010)
- Călăuza ortodoxă în biserică I (Iași, 1991),
- Călăuza ortodoxă în familie și societate II (Iași, 1993, 2002)
- Pelerinaj la locurile sfinte (1992)
- Viețile sfinților pe septembrie (1992)
- Rînduiala Sfintei Spovedanii și a Sfintei împărtășanii (Iași, 1993)
- Puterea Sfântului Maslu (1993)
- Părintele Paisie duhovnicul, (Iași, 1993)
- Zece convorbiri cu Arhimandritul Cleopa Ilie (1994)
- Părintele Cleopa duhovnicul (Iași, 1994)
- Pelerinaj la Mormântul Domnului (1994)
- Convorbiri cu teologi ortodocși străini (Iași, 1994)
- Omagiu memoriei părintelui Dumitru Stăniloae (1994)
- Lumina și faptele credinței (1994)
- Convorbiri duhovnicești cu teologi ortodocși din străinătate (1995)
- Mari duhovnici din Mânăstirea Sihastria, vol. 2 (1997)
- Pelerinaj la muntele Athos (1997, 2005)
- Sinaxar ortodox general: dictionar aghiografic (1998)
- Viața Părintelui Cleopa (1999)
- Sfinte Moaște din românia (1999)
- Sfinte Icoane făcătoare de minuni din România (1999)
- Sfântul Serafim de Sarov. Viața, nevoințele și învățăturile. (1999)
- Ne vorbește Părintele Cleopa, vol. 1-19 (2001-1015)
- Vetre de sihăstrie românească: secolele IV-XX (2001)
- Ieroschimonahul Ioanichie Moroi: Egumenul Sihastriei (1904-1944) (2001)
- Sfintele icoane făcătoare de minuni din Romania (2003)
- Sfânta Teodora de la Sihla - floarea duhovniceasca a Moldovei (2004)
- Sfântul Episcop Ioan: Mare Sihastru în Munții Carpați (2004)
- Sfintele moaște din România (2004)
- Moșul Gheorghe Lazăr: un sfânt al zilelor noastre (2004)
- Fapte minunate de la Părinții Atoniti (2004)
- Patericul românesc, vol. 1 (2005), vol. 2 (2011)
- Versuri duhovnicești (2006 și 2008)
- Predici la postul mare (2007)
- Un pridvor al raiului. Mânăstirea Sihăstria (2008)
- Chipuri de călugări îmbunătățiți, vol. 1 (2008), vol. 2 (2009)
- Pelerinaj la Muntele Athos (2010)

## Editor
- Viețile Sfinților în 12 volume, după ediția mitropolitului Grigorie Dascălul de la București și Căldărușani din 1834 - 1836
- Cuvinte duhovnicești (1992)
- Puterea Sfîntului Maslu (1993)

## In memoriam
- Mi-e dor de cer. Viața Părintelui Ioanichie Bălan; Editura: Editura Mănăstirea Sihastria, 2010